# Globalstar
Globalstar, Inc. er en amerikansk satellitkommunikationsvirksomhed. De driver Globalstar-satellitnetværket, der består af 25 kommunikationssatellitter, der benyttes til satellittelefoni, data og gps-tracking.
Globalstar projektet blev startet i 1991, som et joint venture mellem Loral Corporation og Qualcomm. 